# Радышково (Смоленская область)
Радышково — деревня в Починковском районе Смоленской области России. Входит в состав Ленинского сельского поселения. Население — 31 житель (2007 год). 
Расположена в центральной части области в 5 км к северо-востоку от Починка, в 0,1 км южнее автодороги Р96 Новоалександровский(А101) - Спас-Деменск — Ельня — Починок. В 6 км юго-западнее деревни расположена железнодорожная станция Починок на линии Смоленск — Рославль. 

## История
В годы Великой Отечественной войны деревня была оккупирована гитлеровскими войсками в июле 1941 года, освобождена в сентябре 1943 года.